# سنجر دی کریستو رنچس (کلرادو)
سنجر دی کریستو رنچس (به انگلیسی: Sangre de Cristo Ranches) یک منطقهٔ مسکونی در ایالات متحده آمریکا است که در شهرستان کوستیا، کلرادو واقع شده‌است.